# Acetivibrio cellulolyticus
Acetivibrio cellulolyticus è una specie di batterio appartenente alla famiglia delle Clostridiaceae.